# Бечелич, Срджан
Срджан Бечелич (серб. Срђан Бечелић / Srđan Bečelić; 8 июня 1992, СФРЮ) — сербский футболист, защитник.

## Карьера
Срджан начал свою карьеру в академии клуба «Войводина». В 2010 году на правах аренды выступал за «Ветерник».
С июля 2012 года играет в аренде за «Сутьеску». Дебютировал 2 сентября в домашнем матче против «Зеты». Бечелич вышел на замену со второго тайма и отыграл его полностью. В итоге, Сутьеска победила со счётом 2:1.
Всего в сезоне 2012/13 сыграл за «Сутьеску» 25 матчей. Голы пока не забивал.

## Достижения
- Чемпион Черногории (2): 2013, 2014